# Ignacio Peraldí Carranza
El capitán Ignacio Peraldi Carranza fue un militar mexicano que participó en la Revolución mexicana. Nació en Sierra Mojada, Coahuila, el 2 de junio de 1895, hijo de Ángel Francisco Peraldí Peraldí y de Hermelinda Carranza Garza, hermana de Venustiano Carranza. Realizó sus primeros estudios en una escuela de la localidad y luego ingresó a la escuela de Agricultura Escobar Hermanos, de Ciudad Juárez, pues deseaba ser Ingeniero Agrónomo. Ahí lo sorprendió la caída del gobierno del presidente Francisco I. Madero. Él y varios de sus condiscípulos se incorporaron a la Brigada “Zaragoza”, de la División del Norte, encabezada por el general Eugenio Aguirre Benavides y Raúl Madero; participando en las principales batallas villistas. Sin embargo, al sobrevenir la escisión revolucionaria fue incorporado al Estado Mayor de su tío Jesús Carranza Garza. Murió fusilado en los primeros días de 1915, cuando éste y su escolta fueron aprehendidos y muertos por Alfonso Santibáñez. Hermano del general Fernando Peraldí Carranza, fue sepultado en la Rotonda de los Coahuilenses Ilustres.
- Datos: Q5913485